# Лісне міське поселення
Лісне́ міське поселення (рос. Лесное городское поселение) — адміністративна одиниця у складі Верхньокамського району Кіровської області Росії. Адміністративний центр поселення — смт Лісний.

## Історія
Станом на 2002 рік на території сучасного поселення існували такі адміністративні одиниці:
- смт Лісний (смт Лісний, селища Боровий, Бруснична, Брусничний, Зарічний, Октябрська, Польовий-1, Польовий-2, Роздільна, присілок Октябрська)
- Чорноріченський сільський округ (селища Бадья, Пелес, Чорноріченський)

Поселення було утворене згідно із законом Кіровської області від 7 грудня 2004 року № 284-ЗО у рамках муніципальної реформи шляхом об'єднання смт Лісний та Чорноріченського сільського округу.

## Населення
Населення поселення становить 5104 особи (2017; 5242 у 2016, 5643 у 2015, 6045 у 2014, 6322 у 2013, 6532 у 2012, 6735 у 2010, 8610 у 2002).

## Склад
До складу поселення входять 13 населених пункти, 3 з яких (селища Бадья, Пелес та Чорноріченський) знаходяться на території Гайнського району сусіднього Пермського краю:
| Населений пункт              | Населення, осіб (2002) | Населення, осіб (2010) |
| ---------------------------- | ---------------------- | ---------------------- |
| Бадья, селище                | 353                    | 7                      |
| Боровий, селище              | 264                    | 137                    |
| Бруснична, селище            | 16                     | 1                      |
| Брусничний, селище           | 268                    | 284                    |
| Зарічний, селище             | 44                     | 245                    |
| Октябрська, присілок         | 21                     | 8                      |
| Октябрська, селище           | 8                      | 1                      |
| Лісний, селище міського типу | 7132                   | 5413                   |
| Пелес, селище                | 17                     | 0                      |
| Польовий-1, селище           | 95                     | 47                     |
| Польовий-2, селище           | 190                    | 565                    |
| Роздільна, селище            | 13                     | 7                      |
| Чорноріченський, селище      | 189                    | 20                     |